# Галешты
Галешты (рум. Găleşti, Гэлешть) — село в Страшенском районе Молдавии. Является административным центром коммуны Галешты, включающей также село Новые Галешты.

## География
Село расположено на высоте 235 метров над уровнем моря.

## Население
По данным переписи населения 2004 года, в селе Гэлешть проживает 1776 человек (886 мужчин, 890 женщин).
Этнический состав села:
| Национальность | Число жителей | Процентный состав |
| -------------- | ------------- | ----------------- |
| молдаване      | 1739          | 97.92             |
| румыны         | 33            | 1.86              |
| украинцы       | 2             | 0.11              |
| болгары        | 1             | 0.06              |
| прочие         | 1             | 0.06              |
| Всего          | 1776          | 100 %             |

## Известные уроженцы
- Дическу, Анастасия (1887—1945) — оперная певица, музыкальный педагог. Первый директор Бессарабской оперы.